# Witold Hulanicki
Witold Hulanicki (ur. 14 stycznia?/26 stycznia 1890 w Kijowie, zm. 26 lutego 1948 w Sheikh Badr koło Jerozolimy) – polski dyplomata.

## Życiorys
Urodził się w Kijowie 26 stycznia 1890 roku. Był członkiem POW, a następnie związany był z obozem piłsudczykowskim. W latach 20. wstąpił do służby w Ministerstwie Spraw Zagranicznych, gdzie pracował od 25 sierpnia 1926 do 30 listopada 1927 jako pracownik kontraktowy, od 1 grudnia 1927 do 1 lipca 1928 jako prowizoryczny referent. Następnie został przeniesiony do Konsulatu Generalnego RP w Londynie, gdzie od 1 sierpnia 1928 był prowizorycznym wicekonsulem, od 1 lutego 1930 w służbie stałej, a od 1 listopada 1932 do 1 lipca 1934 był kierownikiem konsulatu RP w Londynie. Później powrócił do pracy w MSZ i od 1 lipca 1934 był prowizorycznym radcą w Departamencie Polityczno-Ekonomicznym. Od września 1934 do początku 1937 pełnił funkcję prezesa Polskiego Związku Hokeja na Lodzie. Z dniem 1 stycznia 1937 mianowany radcą MSZ. Pełnił stanowisko zastępcy szefa propagandy w Wydziale Prasowym MSZ, po czym z dniem 1 marca 1937 został przeniesiony na stanowisko konsula generalnego RP w Jerozolimie. Odwołany przez rząd Władysława Sikorskiego na fali antysanacyjnych rozliczeń po agresji III Rzeszy i ZSRR na Polskę, pracował potem dla władz mandatowych Palestyny.
26 lutego 1948 został uprowadzony z domu, przewieziony do wsi Sheikh Badr pod Jerozolimą i tam zastrzelony wraz z dziennikarzem Stefanem Arnoldem. Nazajutrz po zabójstwie anonimowy informator zadzwonił na policję z informacją, że zabójstwa dokonała izraelska grupa Lechi, z powodu rzekomej współpracy mężczyzn z Arabami. Izraelscy historycy Gideon Remez i Isabella Ginor przypuszczają, że mordu dokonano z komunistycznej inspiracji. Obaj zabici byli bowiem zdeklarowanymi antykomunistami i wrogami Sowietów, a z samą Lechi Hulanickiego łączyła długoletnia współpraca i osobista przyjaźń z jej liderem Abrahamem Sternem. Było to zarazem kolejne w tym okresie zabójstwo polskich weteranów w Palestynie. Odbiło się ono szerokim echem, nie tylko w Palestynie. Wśród palestyńskiej Polonii spowodowało masowe przeprowadzki z dzielnic żydowskich do arabskich.
Został pochowany w polskiej kwaterze cmentarza katolickiego na górze Syjon. Był żonaty z Wiktorią, miał z nią trzy córki: Barbarę (ur. 1936 r., późniejszą projektantką mody), Beatrice (ur. 1938) i Birutę  „Bibę” (ur. 1942). Ojcem chrzestnym Barbary był Edward Śmigły-Rydz.

## Odznaczenia
- Złoty Krzyż Zasługi (1937)[14][15][16]
- Komandor Orderu Leopolda – Belgia (przed 1938)[3]